# Pierre-François Bergeret
Pour les articles homonymes, voir Bergeret.
Pierre-François Bergeret (Paris, 22 août 1683 - Paris, 21 avril 1771), écuyer, comte de Nègrepelisse, seigneur de Frouville, Nointel, Presles, Courcelles et autres lieux, est un fermier général français.

## Biographie
Avocat au parlement de Paris en 1710, il est trésorier principal de l'extraordinaire des guerres au département de Dunkerque (1711), directeur général des vivres dans les évêchés de Metz, Toul et Verdun (1713), inspecteur des finances de la province du Dauphiné (1716).[réf. nécessaire] Il est le père de Pierre Jacques Onésyme Bergeret de Grancourt.

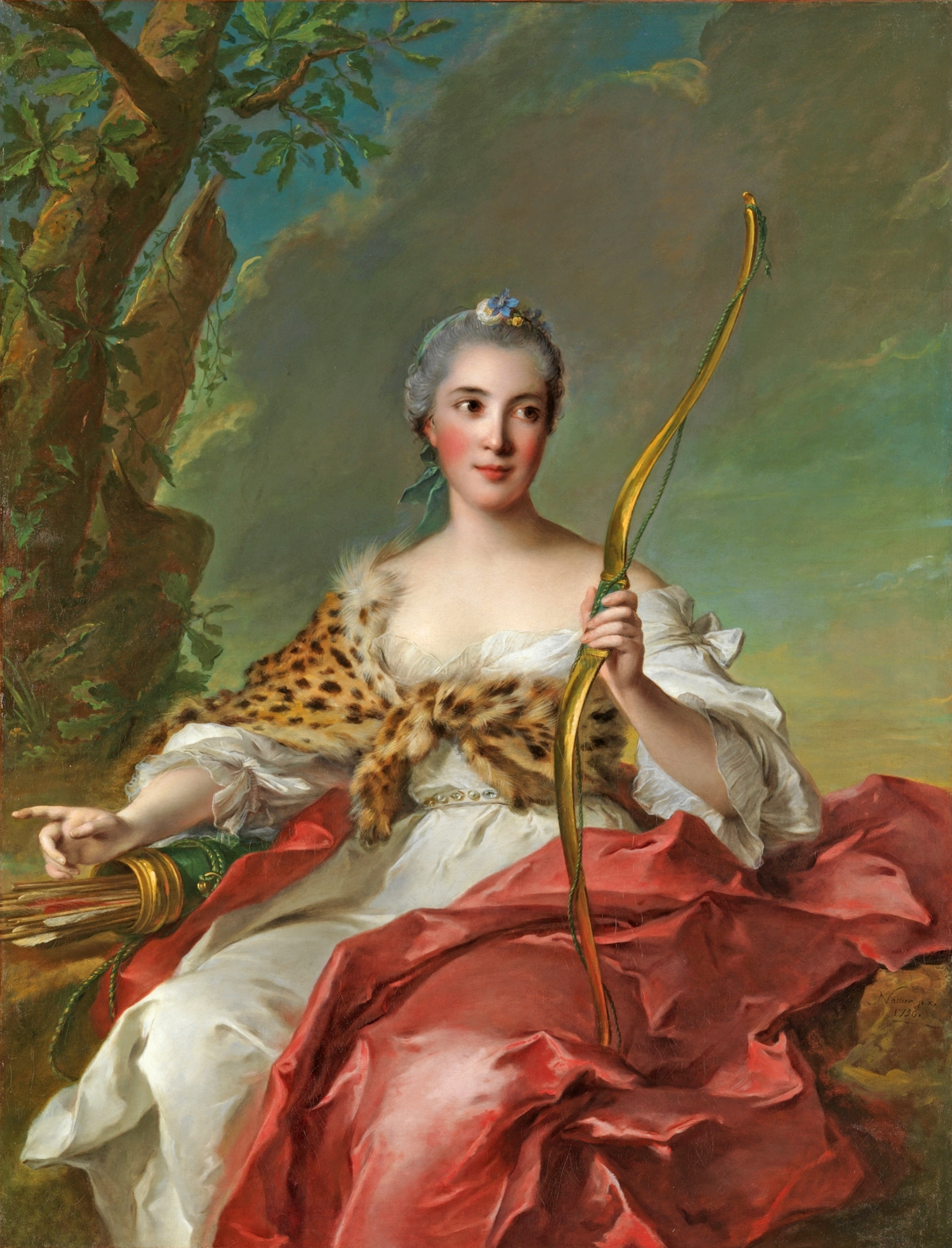
Madame Bergeret de Frouville
en Diane par Jean-Marc Nattier, 1756.
New York, Metropolitan Museum of Art

L'un des quarante fermiers généraux de Sa Majesté (1721-1757), il devient secrétaire du roi, maison et couronne de France et de ses finances, charge anoblissante acquise en 1722.
À sa mort en 1771, il laisse une fortune considérable, estimée à 8 millions de livres. Il possède le comté de Nègrepelisse ; le château de Nointel, acheté en 1748 au prince de Conti ; deux maisons à Versailles ; deux maisons à Paris, place des Victoires ; 
une maison rue de la Croix des Petits Champs ; 
une maison rue de Richelieu ; 
une maison rue Neuve des Capucins, ; 
et le grand hôtel à l'extrémité nord de la rue du Temple, un des plus beaux et des plus riches immeubles du quartier, qui est racheté le 7 mars 1789 après la mort de son fils par la manufacture de porcelaine Dihl et Guérhard pour 330 000 livres.
Son argenterie monte à 35 000 livres.